# Janusz Cywiński (żołnierz)
Janusz Cywiński ps. Janusz I, Piskorz, Puchała, rz, Laik, Rumor, Mg 300, Gw 300, D8 (ur. 27 stycznia 1921, zm. 31 stycznia 2018 w Londynie) – żołnierz Armii Krajowej, za działalność konspiracyjną odznaczony Krzyżem Walecznych oraz Krzyżem Oficerskim Orderu Odrodzenia Polski.
W „Baszcie” (Rejon 5 Obwodu V) służył jako zastępca oficera informacyjnego. Po sprawie „lisów” z kwietnia 1943 r. przerzucony z „Baszty” do KW Okręgu Warszawskiego AK, gdzie dostał się pod skrzydła szefa KW Okręgu Bolesława Kozubowskiego. 1 listopada 1943 r. na rozkaz Kozubowskiego zlikwidował w „Gospodzie Warszawskiej” na rogu ulicy Marszałkowskiej i ulicy Nowogrodzkiej żydowskiego agenta gestapo Lolka Skosowskiego, a później członków jego tzw. grupy „Hotelu Polskiego”.
Po powstaniu warszawskim dostał się do niewoli, a stamtąd do 2 Korpusu Polskiego.
Po zakończeniu II wojny światowej pozostał w Wielkiej Brytanii. Opatentował kilka swoich wynalazków oraz kierował kilkoma brytyjskimi firmami. Inwigilowany przez wywiad sowiecki i wywiad PRL. Kierował Kołem AK w Londynie, był działaczem PRW NiD. Zaangażowany w pracę Biura NSZZ „Solidarność” w Londynie.
Był bliskim krewnym Czesława Cywińskiego.